# 柳林風聲
《柳林風聲》（英語：The Wind in the Willows），或譯《柳林中的風聲》，是英國小說家肯尼思·格拉姆的代表作，也是經典的兒童文學作品，出版于1908年。
初版時尚無插圖，直至1930年才由畫家E·H·謝培德為此書繪製插圖。

## 創作背景
肯尼思·格雷厄姆是英国作家，出生于爱丁堡一个传统的苏格兰家庭，父亲是律师，却有严重的酗酒恶习。肯尼思·格雷厄姆的母亲因猩红热病逝后，外公外婆把他带到乡间抚养长大。他小时候流连的田野风光，后来成为《柳林风声》中鼹鼠、河鼠、獾与癞蛤蟆先生结伴畅游的世界。虽然肯尼思·格雷厄姆的童年充满烦恼，但他创作出的《柳林风声》的基调却是甜美的。
《柳林风声》的故事源於格雷厄姆為幼子阿拉斯泰爾講述的睡前故事，1907年時已具雛形，次年正式出版。

## 反響及評價
这本书曾经引起当时美国总统罗斯福的注意，他曾写信告诉作者，他把《柳林风声》一口气读了3遍。《柳林风声》也是《哈利波特》作者J·K·罗琳最喜欢的文学作品，在《哈利波特》当中赫夫帕夫學院的象征獾就是以书里憨厚的獾先生为原型的。
2003年，BBC「大閱讀」活動票選全英國最受歡迎的小說，《柳林風聲》名列第十六。

## 中文翻譯
民國初年，文學家周作人最早將《柳林風聲》推薦給中國的讀者，他在1930年8月於《駱駝草》雜誌上撰文論及《柳林風聲》，表示此書「的確是二十世紀的兒童（1歲到25歲！）文學的佳作，值得把它譯述出來，只是很不容易罷了」。1936年，此書就有兩個中文譯本在上海出版，譯者分別是朱琪英和尤炳圻（書名都是《楊柳風》），為此書在中國最早的譯本，周作人序《談土撥鼠》。此後，各種不同形式、風格各異的中文譯本陸續出版，至今已有九十多種。

## 改編
《柳林風聲》曾經多次被改編成舞台劇、電影與電視劇。其無人類存在、動物著衣擬人化亦影響迪士尼2016年3D動畫電影。

## 外部連結
- The Wind in the Willows - 古腾堡计划